# 라이언 레이놀즈
라이언 로드니 레이놀즈(영어: Ryan Rodney Reynolds, 1976년 10월 23일 ~ )는 간단히 라이언 레이놀즈(영어: Ryan Rodney Reynolds)로 잘 알려진 캐나다의 배우, 영화 제작자, 스포츠 경영인으로 현재 렉섬 AFC의 구단주도 겸하고 있다. 그는 ABC 시트콤 《남자 둘, 여자 하나》(Two Guys and a Girl, 1998-2001)에서 마이클 베르겐 역과 캐나다 YTV의 청소년 드라마 《힐 사이드》(1991)의 빌리 심슨 역, 마블 코믹스의 영화 《블레이드 3》(Blade: Trinity, 2004)의 한니발 킹 역, 《엑스맨 탄생: 울버린》(2009)의 웨이드 윌슨 / 데드풀 역과 《데드풀》 (2016)의 주인공 데드풀 역으로 골든 글로브상 뮤지컬/코미디 남우주연상 후보에 지명되었다. 또한, 그는 DC 코믹스의 동명의 만화를 원작으로 한 2011년 영화 《그린 랜턴: 반지의 선택》에서 할 조던 / 그린 랜턴 역을 연기했다. 레이놀즈는 《엽기 캠퍼스》 (National Lampoon, 2002)에서 밴 와일더 역, 《아미티빌 호러》(2005), 《나의 특별한 사랑 이야기》(2008), 《프로포즈》(2009), 《베리드》(2010), 《크루즈 패밀리》(2013) 및 《우먼 인 골드》와 같은 영화에도 출연했다.
레이놀즈는 2012년 배우 블레이크 라이블리와 결혼하였다. 그는 라이블리와 사이에 네 자녀를 두었다.

## 성장 과정
라이언 로드니 레이놀즈는 1976년 10월 23일, 캐나다 브리티시컬럼비아주 밴쿠버에서 태어났다. 그의 아버지 제임스 체스터 "짐" 레이놀즈 (1941–2015년 사망)는 식품 도매업자였고, 어머니 타미는 소매 영업사원이였다. 그의 조상은 아일랜드계로 그는 로마 가톨릭교회 집안에서 성장하였다. 그는 네 명의 형제 중 막내로, 1994년 밴쿠버에 있는 키칠라노 중고등학교를 졸업했다. 이후 그는 밴쿠버에 있는 콴틀린 대학(Kwantlen Polytechnic University)에 다니다 자퇴하였다. 그의 두 형제는 브리티시컬럼비아주에서 경찰관으로 일하고 있으며, 그중 한 명은 캐나다 왕립 기마경찰대이다.

## 사생활

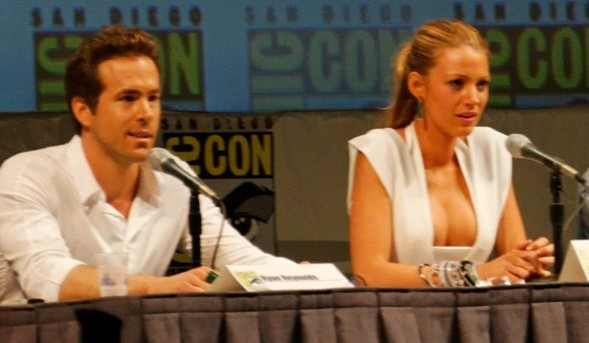
2010년 코믹콘에서 영화 그린 랜턴: 반지의 선택을 홍보 중인 레이놀즈와 라이블리.

2002년, 레이놀즈는 캐나다의 가수 앨라니스 모리셋과 데이트 하였다. 그들은 2004년 6월에 약혼식을 올렸다. 2007년 2월, 모리셋과 레이놀즈의 대변인들은 그들이 약혼을 끝내기로 서로 결정했다고 발표했다. 모리셋 대변인은 그녀의 앨범 〈Flavors of Entanglement〉은 두 사람이 헤어진 후 그녀의 슬픔 속에서 만들어졌다고 말했다. 노래 "Torch"는 라이놀즈에 대해 썼다고 알려졌다. 레이놀즈는 2007년 모리셋과의 관계가 끝난 직후 미국의 배우 스칼렛 요한슨과 데이트하기 시작했다. 두 사람은 2008년 5월 약혼을 발표하고, 2008년 9월 27일 브리티시컬럼비아 주, 토피노 인근에서 결혼식을 올렸다. 하지만 2010년 12월 14일 레이놀즈와 요한슨은 결별했다고 발표했다. 레이놀즈는 2010년 12월 23일 로스 앤젤레스에서 이혼 소송을 제기했고, 요한슨은 동시에 이혼을 신청했다. 이혼은 2011년 7월 1일에 완료되었다.
레이놀즈는 2010년 초 영화 《그린 랜턴: 반지의 선택》에서 공연한 배우 블레이크 라이블리와 처음 만났다. 2011년 10월, Hollyscoop는 그들의 데이트를 보도 하였다. 2012년 6월 라이놀즈와 블레이크는 뉴욕, 베드포드에 주택을 구입했다. 두 사람은 2012년 9월 9일 사우스 캐롤라이나의 마운트 플레젠트에 있는 저택에서 결혼식을 올렸다. 그들은 두 명의 자녀 제임스(James)를 2014년 12월, 이름과 출생일을 밝히지 않은 둘째 아이를 2016년 9월에 출산하였다. 레이놀즈는 이후 둘째 딸의 이름이 이네스(Ines)라고 밝혔다.

## 구단주 경력
2021년 2월 미국의 배우 롭 매킬헤니와 함께 잉글랜드 5부 리그의 렉섬 AFC의 공동 구단주를 맡아 2021-22 FA 트로피 준우승, 2022-23 시즌 5부 리그 우승 및 15년만의 4부 리그 승격의 쾌거를 이끌었으며 2022년 4월에는 렉섬 골키퍼들이 줄줄이 부상을 당하면서 렉섬의 골키퍼로 등록이 되기도 했다.

## 필모그래피

### 영화
| 년도 | 제목                                                                      | 역할                                           | 비고               |
| ---- | ------------------------------------------------------------------------- | ---------------------------------------------- | ------------------ |
| 1993 | 오더너리 매직 Ordinary Magic                                              | 가네쉬/제프리                                  |                    |
| 1999 | 커밍 순 Coming Soon                                                       | 헨리 립시츠                                    |                    |
| 1999 | 딕 Dick                                                                   | 칩                                             |                    |
| 2000 | 빅 몬스터 온 캠퍼스 Big Monster on Campus                                 | 칼 오렐리                                      |                    |
| 2001 | 파인더스 피 Finder's Fee                                                  | 퀴글리                                         |                    |
| 2002 | 엽기 캠퍼스 National Lampoon's Van Wilder                                 | 밴 와일더                                      |                    |
| 2002 | 화려한 싱글 Buying the Cow                                                | 마이크 핸슨                                    |                    |
| 2003 | 위험한 사돈 The In-Laws                                                   | 마크 토비어스                                  |                    |
| 2003 | 풀프루프 Foolproof                                                        | 케빈                                           |                    |
| 2004 | 해롤드와 쿠마 Harold and Kumar Go To White Castle                         | OR 간호사                                      |                    |
| 2004 | 블레이드 3 Blade: Trinity                                                 | 한니발 킹                                      |                    |
| 2005 | 아미티빌 호러 The Amityville Horror                                       | 조지 러츠                                      |                    |
| 2005 | 웨이팅... Waiting...                                                      | 몬티                                           |                    |
| 2005 | 저스트 프렌드 Just Friends                                                | 크리스 브랜더                                  |                    |
| 2006 | 스모킹 에이스 Smokin' Aces                                                | 리차드 메스너                                  |                    |
| 2007 | 더 나인스 The Nines                                                       | 게리 / 게빈 / 가브리엘                         |                    |
| 2008 | 카오스 이론 Chaos Theory                                                  | 프랭크 앨런                                    |                    |
| 2008 | 나의 특별한 사랑 이야기 Definitely, Maybe                                 | 윌 헤이즈                                      |                    |
| 2008 | 반딧불이 정원 Fireflies in the Garden                                     | 마이크 타일러                                  |                    |
| 2009 | 어드벤처랜드 Adventureland                                                | 마이크 코넬                                    |                    |
| 2009 | 엑스맨 탄생: 울버린 X-Men Origins: Wolverine                              | 웨이드 윌슨 / 데드풀 / 웨폰 XI                 |                    |
| 2009 | 프로포즈 The Proposal                                                     | 앤드류 팩스턴                                  |                    |
| 2009 | 페이퍼맨 Paper Man                                                        | 캡틴 엑설런트                                  |                    |
| 2010 | 시크릿 오리진: 더 스토리 오브 DC 코믹스 Secret Origin: Story Of DC Comics | 내레이션                                       |                    |
| 2010 | 베리드 Buried                                                             | 폴 스티븐 콘로이                               |                    |
| 2011 | 그린 랜턴: 반지의 선택 Green Lantern                                      | 할 조던 / 그린 랜턴                            |                    |
| 2011 | 체인지 업 The Change-Up                                                   | 미치 플랜코                                    |                    |
| 2011 | 더 웨일 The Whale                                                         | 내레이션                                       | 또는 프로듀서      |
| 2012 | 세이프 하우스 Safe House                                                  | 맷 웨스턴                                      |                    |
| 2012 | 19곰 테드 Ted                                                             | 자레드                                         |                    |
| 2013 | 크루즈 패밀리 The Croods                                                  | 가이 (더빙)                                    | 애니메이션 영화    |
| 2013 | 터보 Turbo                                                                | 터보 (더빙)                                    | 애니메이션 영화    |
| 2013 | R.I.P.D.: 알.아이.피.디. R.I.P.D.                                         | 닉 월커                                        |                    |
| 2013 | Murder in Manhattan                                                       |                                                | 프로듀서           |
| 2014 | 더 보이스 The Voices                                                      | 제리 힉팽                                      |                    |
| 2014 | 더 캡티브 The Captive                                                     | 매튜 레인                                      |                    |
| 2014 | 밀리언 웨이즈 A Million Ways to Die in the West                           | 카우보이                                       |                    |
| 2015 | 미시시피 그라인드 Mississippi Grind                                       | 커티스                                         |                    |
| 2015 | 우먼 인 골드 Woman in Gold                                                | 랜드 쉔베르크                                  |                    |
| 2015 | 셀프/리스 Self/less                                                       | 마크 비트웰과 에드워드 키드너 / 젊은 데미안    |                    |
| 2016 | 데드풀 Deadpool                                                           | 웨이드 윌슨 / 데드풀                           | 또는 공동 프로듀서 |
| 2016 | 크리미널 Criminal                                                         | 빌 포피                                        |                    |
| 2017 | Deadpool: No Good Deed                                                    | 웨이드 윌슨 / 데드풀                           | 단편 영화          |
| 2017 | 라이프 Life                                                               | 로이 아담스                                    |                    |
| 2017 | 킬러의 보디가드 The Hitman's Bodyguard                                    | 마이클 브라이스                                |                    |
| 2018 | 데드풀 2 Deadpool 2                                                       | 웨이드 윌슨 / 데드풀                           | 또는 공동 프로듀서 |
| 2018 | 더 리틀 스트레인저 The Little Stranger                                    |                                                | 프로듀서           |
| 2019 | 명탐정 피카츄 Detective Pikachu                                           | 피카츄 (목소리 출연, 모션 캡쳐 연기) 해리 굿맨 | 또는 프로듀서      |
| 2019 | 분노의 질주: 홉스 & 쇼 Hobbs & Shaw                                       | 로크                                           | 카메오 출연        |
| 2019 | 6 언더그라운드 6 Underground                                              | 원                                             | 또는 프로듀서      |
| 2020 | 크루즈 패밀리: 뉴 에이지 The Croods: A New Age                            | 가이 (목소리)                                  |                    |
| 2021 | 킬러의 보디가드2 The Hitman's Wife's Bodyguard                            | 마이클 브라이스                                |                    |
| 2021 | 프리 가이 Free Guy                                                        | 남자                                           | 또는 프로듀서      |
| 2021 | 레드 노티스 RED NOTICE                                                    | 놀란 부스                                      |                    |
| 2022 | 애덤 프로젝트 The Adam Project                                            | 애덤                                           |                    |
| 2024 | 이프: 상상의 친구 IF                                                      | 칼                                             |                    |
| 2024 | 데드풀과 울버린 Deadpool & Wolverine                                      | 웨이드 윌슨 / 데드풀 / 사무라이 데드풀         |                    |

### 텔레비전
| 년도            | 제목                                                                | 역할                    | 비고                                                      |
| --------------- | ------------------------------------------------------------------- | ----------------------- | --------------------------------------------------------- |
| 1991–1993       | 힐 사이드 Hillside                                                  | 빌리 심슨               | 주연 (65 에피소드)                                        |
| 1993–1994       | 오딧세이 The Odyssey                                                | 매크로                  | 리커링 캐릭터 (13 에피소드)                               |
| 1994            | 내 이름은 케이트 My Name Is Kate                                    | 케빈 베니스터           | 텔레비전 영화                                             |
| 1995            | 제3의 눈 The Outer Limits                                           | 데릭 틸먼               | 에피소드: "If These Walls Could Talk"                     |
| 1995            | 마셜 The Marshal                                                    | 릭                      | 에피소드: "The Heartbreak Kid"                            |
| 1995            | 머나먼 대서부 Lonesome Dove: The Outlaw Years                       | 그리핀                  | 에피소드: "Redemption"                                    |
| 1995            | 두 여자의 사랑 Serving in Silence: The Margarethe Cammermeyer Story | 앤디                    | 텔레비전 영화                                             |
| 1996            | 엑스파일 The X-Files                                                | 제이 "붐" 드붐          | 에피소드: "Syzygy"                                        |
| 1996            | 존 라로케트 쇼 The John Larroquette Show                            | 토니 헤밍웨이           | 에피소드: "Napping to Success"                            |
| 1996            | 웬 프렌즈쉽 킬스 When Friendship Kills                              | 벤 콜슨                 | 텔레비전 영화                                             |
| 1996            | 10대 마녀 사브리나 Sabrina the Teenage Witch                        | 세스                    | 텔레비전 영화                                             |
| 1996            | 인 콜드 블러드 In Cold Blood                                        | 바비 러프               | 텔레비전 영화                                             |
| 1997–1998       | 제3의 눈 The Outer Limits                                           | 폴 노델                 | 에피소드: "Double Helix", "The Origin of Species"         |
| 1998            | 투어리스트 트랩 Tourist Trap                                        | 웨이드 얼리             | 텔레비전 영화                                             |
| 1998–2001       | 남자 둘, 여자 하나 Two Guys and a Girl                              | 마이클 "베르크" 베르겐  | 주연 (81 에피소드)                                        |
| 2003            | 스크럽스 Scrubs                                                     | 스펜스                  | 에피소드: "My Dream Job"                                  |
| 2004–2005       | 제로맨 Zeroman                                                      | 티 치즈 (더빙)          | 14 에피소드                                               |
| 2005            | 스쿨 오브 라이프 School of Life                                     | 미이클 "Mr. D" 디안젤로 | 텔레비전 영화                                             |
| 2007            | 마이 보이즈 My Boys                                                 | 햄스                    | 에피소드: "Douchebag in the City"                         |
| 2009            | 새터데이 나이트 라이브 Saturday Night Live                          | 호스트                  | 시즌 35, 에피소드 660                                     |
| 2011–2012, 2017 | 패밀리 가이 Family Guy                                              | 비만의 가이 (더빙)      | 3 에피소드                                                |
| 2012            | 탑 기어 Top Gear                                                    | 본인                    | 시리즈 18, 에피소드 3: "Star in a Reasonably-Priced Car"  |
| 2018            | 미스터리 음악쇼 복면가왕                                            | 본인                    | 153회, '못된 유니콘 앞통수에 뿔난다 유니콘'으로 깜짝 출연 |
| 2019            | 런닝맨                                                              | 본인                    | 482회, 게스트 출연(SBS 예능 프로그램)                     |

### 비디오 게임
| 연도 | 제목                                  | 역할                | 비고                        |
| ---- | ------------------------------------- | ------------------- | --------------------------- |
| 2011 | Green Lantern: Rise of the Manhunters | 할 조던 / 그린 랜턴 | 2011년 영화를 기반으로 제작 |

### 온라인 게임
| 연도 | 제목                                                         | 가수            | 역할                 | 비고                                            | 형식   |
| ---- | ------------------------------------------------------------ | --------------- | -------------------- | ----------------------------------------------- | ------ |
| 2016 | "Honest Trailers - Deadpool (Feat. Deadpool)"                | Honest Trailers | 웨이드 윌슨 / 데드풀 | 유튜브에서 공개; ScreenJunkies.com.의 확장 버전 | 유튜브 |
| 2017 | "Honest Trailers - Logan (Feat. Deadpool) - 200th Episode!!" | Honest Trailers | 웨이드 윌슨 / 데드풀 | 유튜브에서 공개                                 | 유튜브 |
| 2018 | "Honest Trailers - Deadpool 2 (Feat. Deadpool)"              | Honest Trailers | 웨이드 윌슨 / 데드풀 | 유튜브에서 공개                                 | 유튜브 |

### 뮤직 비디오
| 연도 | 제목                     | 가수             | 역할                 | 비고                                   |
| ---- | ------------------------ | ---------------- | -------------------- | -------------------------------------- |
| 2009 | "Threw It on the Ground" | 더 론리 아일랜드 | 자신                 | 새터데이 나이트 라이브의 호스트로 공개 |
| 2018 | "Ashes"                  | 셀린 디온        | 웨이드 윌슨 / 데드풀 | 데드풀 2 오프닝 크레딧 테마 곡         |

## 수상 및 후보
| 연도 | 시상식                                             | 부문                                                   | 작품                   | 결과 | 출처   |
| ---- | -------------------------------------------------- | ------------------------------------------------------ | ---------------------- | ---- | ------ |
| 1993 | 젊은 예술가상(영 아티스트 어워드)                  | 케이블 시리즈 최우수 연기 부문 젊은 앙상블상           | 힐 사이드              | 후보 |        |
| 2003 | 영 할리우드 어워드                                 | 넥스트 제너레이션 - 남자 부문                          | 빈칸                   | 수상 | [ 36 ] |
| 2003 | MTV 무비 & TV 어워드                               | 최고의 신인 남자배우상                                 | 엽기 캠퍼스            | 후보 | [ 37 ] |
| 2005 | 틴 초이스 어워드                                   | 초이스 무비: 무서운 장면상                             | 아미티빌 호러          | 수상 | [ 36 ] |
| 2009 | 고섬 어워드(고섬 독립영화상)                       | 최우수 앙상블 캐스팅상                                 | 어드벤처랜드           | 후보 | [ 38 ] |
| 2009 | 틴 초이스 어워드                                   | 초이스 썸머 무비 스타상                                | 빈칸                   | 후보 | [ 39 ] |
| 2010 | MTV 무비 & TV 어워드                               | 최고의 코미디 연기상                                   | 프로포즈               | 후보 | [ 40 ] |
| 2010 | MTV 무비 & TV 어워드                               | 최고의 키스상 (with 산드라 블록)                       | 프로포즈               | 후보 | [ 40 ] |
| 2010 | MTV 무비 & TV 어워드                               | 최고의 싸움상 (with 휴 잭맨과 리브 슈라이버)           | 엑스맨 탄생: 울버린    | 후보 | [ 40 ] |
| 2010 | 틴 초이스 어워드                                   | 초이스 무비: 로맨틱 코미디 남자배우상                  | 프로포즈               | 후보 | [ 41 ] |
| 2010 | 틴 초이스 어워드                                   | 초이스 무비: 케미스트리상                              | 프로포즈               | 후보 | [ 41 ] |
| 2010 | 틴 초이스 어워드                                   | 초이스 무비: 키스상                                    | 프로포즈               | 후보 | [ 41 ] |
| 2010 | 피플 초이스 어워드                                 | 좋아하는 코미디 스타상                                 | 프로포즈               | 후보 | [ 42 ] |
| 2010 | 피플 초이스 어워드                                 | 좋아하는 영화 남자배우상                               | 프로포즈               | 후보 | [ 42 ] |
| 2010 | 피플 초이스 어워드                                 | 좋아하는 온-스크린 팀상                                | 프로포즈               | 후보 | [ 42 ] |
| 2010 | 피플 초이스 어워드                                 | 좋아하는 온-스크린 팀상                                | 엑스맨 탄생: 울버린    | 후보 | [ 42 ] |
| 2010 | 고야 어워드                                        | 최우수 남우주연상                                      | 베리드                 | 후보 |        |
| 2011 | MTV 무비 & TV 어워드                               | 최고의 엿같은 공포연기상                               | 베리드                 | 후보 | [ 43 ] |
| 2011 | 새턴상                                             | 최우수 남우주연상                                      | 베리드                 | 후보 | [ 44 ] |
| 2011 | 틴 초이스 어워드                                   | 초이스 무비: SF 판타지 남자배우상                      | 그린 랜턴: 반지의 선택 | 후보 | [ 45 ] |
| 2012 | 피플 초이스 어워드                                 | 좋아하는 영화 슈퍼히어로상                             | 그린 랜턴: 반지의 선택 | 수상 | [ 46 ] |
| 2012 | 피플 초이스 어워드                                 | 좋아하는 액션 영화 스타상                              | 그린 랜턴: 반지의 선택 | 수상 | [ 46 ] |
| 2012 | 피플 초이스 어워드                                 | 좋아하는 코미디 영화 스타상                            | 체인지 업              | 후보 | [ 46 ] |
| 2012 | 피플 초이스 어워드                                 | 좋아하는 영화 남자배우상                               | 그린 랜턴: 반지의 선택 | 후보 | [ 46 ] |
| 2016 | 샌디에이고 영화 비평가 협회                        | 최우수 코미디 남우주연상                               | 데드풀                 | 후보 | [ 47 ] |
| 2016 | 미국제작자조합상                                   | 최우수 연극 영화 (with 사이먼 킨버그와 로렌 슐러 도너) | 데드풀                 | 후보 | [ 48 ] |
| 2016 | 크리틱스 초이스 영화상(미국 방송 영화 비평가 협회) | 액션 영화 부문 최우수 남우주연상                       | 데드풀                 | 후보 | [ 49 ] |
| 2016 | 크리틱스 초이스 영화상(미국 방송 영화 비평가 협회) | 코미디 영화 부문 최우수 남우주연상                     | 데드풀                 | 수상 | [ 49 ] |
| 2016 | 골든 글로브상                                      | 영화 뮤지컬/코미디 부문 최우수 남우주연상              | 데드풀                 | 후보 | [ 50 ] |
| 2016 | 새턴상                                             | 영화 부문 최우수 남우주연상                            | 데드풀                 | 수상 | [ 51 ] |
| 2016 | MTV 무비 & TV 어워드                               | 최고의 남자배우상                                      | 데드풀                 | 후보 | [ 52 ] |
| 2016 | MTV 무비 & TV 어워드                               | 최고의 액션 연기상                                     | 데드풀                 | 후보 | [ 52 ] |
| 2016 | MTV 무비 & TV 어워드                               | 최고의 키스상 (with 모레나 바카링)                     | 데드풀                 | 후보 | [ 52 ] |
| 2016 | MTV 무비 & TV 어워드                               | 최고의 코미디 배우상                                   | 데드풀                 | 수상 | [ 52 ] |
| 2016 | MTV 무비 & TV 어워드                               | 최고의 싸움상 (with 에드 스크라인)                     | 데드풀                 | 수상 | [ 52 ] |
| 2016 | 틴 초이스 어워드                                   | 초이스 무비: 액션 남자배우상                           | 데드풀                 | 후보 | [ 53 ] |
| 2016 | 틴 초이스 어워드                                   | 초이스 무비: 심술상                                    | 데드풀                 | 수상 | [ 53 ] |
| 2016 | 피플 초이스 어워드                                 | 좋아하는 영화 남자배우상                               | 데드풀                 | 수상 | [ 54 ] |
| 2016 | 피플 초이스 어워드                                 | 좋아하는 액션 영화 스타상                              | 데드풀                 | 후보 | [ 54 ] |
| 2016 | 엔터테인먼트 위클리 올해의 엔터테이너 어워드       | 올해의 엔터테이너                                      | 빈칸                   | 수상 | [ 55 ] |
| 2017 | 올해의 헤이스티 푸딩 남자                          | 올해의 남자                                            | 빈칸                   | 수상 | [ 56 ] |
| 2018 | 크리틱스 초이스 영화상(미국 방송 영화 비평가 협회) | 코미디 영화 부문 최우수 남우주연상                     | 데드풀 2               | 후보 | [ 57 ] |